# Sala Neoplastyczna
Sala Neoplastyczna – zaprojektowana przez Władysława Strzemińskiego przestrzeń Muzeum Sztuki w Łodzi korespondująca z dziełami Katarzyny Kobro, Theo van Doesburga czy Henryka Berlewiego.
Sala Neoplastyczna została otwarta w 1948 roku w nowej, powojennej siedzibie Muzeum Sztuki w Łodzi, w dziewiętnastowiecznym pałacu łódzkiego przemysłowca Maurycego Poznańskiego przy ulicy Więckowskiego. Pierwotnie w zaaranżowanej przez Władysława Strzemińskiego sali, będącej realizacją tez z jego Kompozycji przestrzeni, prezentowano zgromadzoną w latach 30. XX wieku kolekcję europejskiej awangardy grupy „a.r.”.
Sala Neoplastyczna przetrwała jedynie do 1950 roku, kiedy to została przemalowana, a zgromadzone w niej dzieła, jako sprzeczne ze stylistyką realnego socjalizmu, przeniesiono do magazynów. Sala została zrekonstruowana w 1960 roku przez Bolesława Utkina, ucznia Strzemińskiego, na podstawie zachowanych zdjęć. Znalazły się w niej ponownie rzeźby Katarzyny Kobro, obrazy Henryka Stażewskiego, prace Theo van Doesburga czy meble zaprojektowane przez Strzemińskiego. Bolesław Utkin zaprojektował też tzw. małą Salę Neoplastyczną, gdzie umieszczono obrazy Strzemińskiego.
W 2010 roku Sala Neoplastyczna została udostępniona publiczności jako Sala Neoplastyczna. Kompozycja otwarta. W ramach tego projektu w pomieszczeniach sąsiadujących z Salą Neoplastyczną prezentowane są prace współczesnych artystów, nawiązujących i prowadzących dialog z dziełem Strzemińskiego i dziedzictwem awangardy. Poprzez taką formułę Sala Neoplastyczna stała się katalizatorem i punktem odniesienia dla działań innych artystów.
W dialogu z Salą Neoplastyczną prezentowane były dzieła m.in. Daniela Burena, Magdaleny Fernandez, Igora Krenza, Grzegorza Sztwiertni, Jarosława Flicińskiego, Elżbiety Jabłońskiej, Julity Wójcik, Moniki Sosnowskiej, Nairy Baghramian, Arriaga i Grupy Twożywo, a także Liam Gillick i Celine Condorelli.